# Ramiro Herrera Herrera
Ramiro Alejandro Herrera Herrera (Loja, 21 de octubre de 1963) es un músico y eclesiástico católico ecuatoriano. Es el obispo auxiliar de Portoviejo, desde abril de 2024.

## Biografía
Nació el 21 de octubre de 1963, en la ciudad ecuatoriana de Loja.
Realizó su formación primaria en la Escuela Fiscal "Cuarto Centenario", de su ciudad natal. Luego, sus padres se trasladaron a Guayaquil, realizando su formación secundaria en   el Colegio "Guillermo Ordóñez Gómez", de Santa Elena; en el Colegio "Bernardino Echeverría Ruiz" y en el Colegio "Dante Alighieri", donde obtuvo el título de Bachiller; estas dos últimas en Guayaquil.
Ingresó en el Seminario Mayor de Guayaquil, donde realizó sus estudios eclesiásticos.
Cursó estudios de música en los Conservatorios de Música de Loja y Guayaquil.

### Sacerdocio
Fue ordenado diácono el 6 de septiembre de 1990, en la Catedral de Guayaquil. Su ordenación sacerdotal fue el 2 de febrero de 1991, en la Catedral de Guayaquil; incardinándose en la arquidiócesis homónima.
Trabajó pastoralmente en diversas parroquias urbanas y rurales de la arquidiócesis. En 2012, inició su ministerio pastoral en la diócesis de Babahoyo, sirviendo en las parroquias de Palenque, San Juan de Puebloviejo y Santa Rita de Barreiro.
En 2016, fue nombrado párroco de la Catedral de Babahoyo y vicario general de la diócesis. Ese mismo año, tras la posesión Marcos Pérez en Cuenca, fue elegido por el Colegio de Consultores como administrador diocesano, cargo que ejerció hasta la posesión del nuevo obispo Skiper Yánez en mayo de 2018.

### Episcopado
El 19 de abril de 2024, el papa Francisco lo nombró obispo titular de Medeli y obispo auxiliar de Portoviejo. Fue consagrado el 21 de junio del mismo año, en la Catedral de Portoviejo; a manos del arzobispo Eduardo Castillo Pino.
- Rector encargado de la Catedral de Portoviejo (2024).[9]